# 모리요시 친왕
모리요시 친왕(일본어: 護良親王 もりよししんのう[*])은 일본 가마쿠라 시대(鎌倉時代)부터 겐무 신정(建武新政)까지의 왕족 ・ 승려 ・ 무장 ・ 천태좌주(天台座主)・정이대장군(征夷大将軍)이다. 고다이고 천황의 후궁 소생의 아들이다. 구스노키 마사시게, 닛타 요시사다 등과 힘을 합쳐 가마쿠라 막부를 무너뜨리는데 큰 공을 세웠다. 그러나 이후 무가의 필두였던 아시카가 다카우지 및 다른 무사, 왕족들과의 알력으로 암살되었다.
통칭 오토노미야(大塔宮)이다. 해당 통칭도 일본어 정식 독법은 「오토노미야」(おおとうのみや)이나 세간에서는 「다이토노미야」(だいとうのみや)로 읽었다. 일반적으로 고다이고 천황의 셋째 왕자로 되어 있지만 이치조미야(一宮) 즉 첫째 왕자라는 설도 있다. 어머니는 민부경 삼위(民部卿三位)로 , 기타바타케 모로치카(北畠師親)의 딸인 스케코(資子) 또는 가데노코지 쓰네미쓰(勘解由小路経光, 히로바시 쓰네미쓰広橋経光)의 딸 쓰네코(経子)라는 설도 있다. 손친 법친왕(尊珍法親王)의 이복 형제이며, 아들로 오키요시 친왕(興良親王)이 있었다.
겐코의 난(元弘の乱)으로 가마쿠라 막부(鎌倉幕府)를 타도하는 과정에서 공을 세웠으며, 겐무 신정에서는 세이이타이쇼군(征夷大将軍)에 보임되었다. 그러나 막부 타도의 또 다른 공로자로써 무사들의 지지를 받고 있던 아시카가 타카우지(足利尊氏)를 멀리했던 모리요시 친왕은, 거꾸로 타카우지를 총애하던 고다이고 천황과는 자주 의견 차이가 있었고, 세이이타이쇼군에서 해임되고 정치적 지위도 잃어 가마쿠라에 유폐되었다. 이후 나카센다이의 난(中先代の乱)의 혼란 와중에 아시카가 다다요시(足利直義)의 명을 받은 후치베 요시히로(淵辺義博)에 의해 피살되었다. 가마쿠라 궁(鎌倉宮)의 주제신(主祭神)이기도 하다.

## 생애

### 겐코의 난 이전

#### 탄생
엔쿄(延慶) 원년(1308년), 고다이고 천황(後醍醐天皇, 당시에는 천황이 아니었다)의 아들로 태어났다.
일본 학계에서는 2017년 시점까지도 모리요시의 생모에 대해서 확정하지 못했는데 『마스카가미』(増鏡) 등의 사료에서 확실히 알 수 있는 것은 「민부경 삼위」(民部卿三位)라고 불렸다는 것, 고다이고 천황과 만나기 전에는 고다이고의 할아버지(즉 모리요시 자신에게는 증조할아버지)인 가메야마 천황(亀山天皇)과의 교제 관계가 있었고 세이호인(聖護院)의 준후(准后) 손친 법친왕(尊珍法親王)이라는 아들을 낳았다는 것 두 가지뿐이다. 당시는 왕자의 출세에 어머니의 지위도 중요한 요소였기에, 일본의 사학자 가메다 도시카즈(亀田俊和)는 모리요시 친왕은 처음부터 왕위계승전에서 누락되어 있었던 것은 아닐까 주장하기도 하였다.
그는 여섯 살 때 천태종(天台宗) 3대 몬제키(門跡)의 하나인 가지이 몬제키(梶井門跡) 산젠인(三千院)에 들어가 승려가 되었고 소운 법친왕(尊雲法親王)으로 불렸다. 일본의 군담소설 《태평기》(太平記)는 어린 나이였지만 하나를 들으면 열을 안다고 할 정도로 총명한 머리를 지니고 있었으므로 히에이 산에 들어가고 얼마 지나지 않아 승려들의 신뢰를 모으게 되었다고 하였으며 가랴쿠(嘉暦) 2년(1327년) 20살 정도의 젊은 나이에 천태좌주(天台座主), 즉 히에이산 엔랴쿠지(比叡山延暦寺)의 수장이 되었다(《천태좌주기》). 그의 천태좌주 임명은 아버지 고다이고 천황의 방침도 있었던 것으로 여겨지고 있다.

#### 가지이 몬제키의 문주(門主) ・ 천태좌주가 되다
쇼추(正中) 2년(1325년)에는 문적을 이어받아 문주(門主)가 되었고, 아버지 고다이고 천황의 방침에 따라 가랴쿠(嘉暦) 2년(1327년) 12월부터 겐토쿠(元徳) 원년(1329년) 2월까지, 12월부터 이듬해 4월까지 두 차례에 걸쳐 천태좌주가 되었다. 다이토노미야(大塔宮)라는 궁호는 히가시야마(東山) 오카자키(岡崎)의 홋슈지(法勝寺) 9층탑 주변에 문실(門室)을 두었던 데서 연유한다.
《태평기》는 모리요시가 무예를 좋아하였으며 불교 수행이나 학문에는 일절 관심이 없었고, 매일 승병들과 무예 훈련에 열중하는 특이한 천태좌주였다고 묘사하고 있다. 또한 모리요시의 날램은 중국 전한 강도왕(江都王) 유건(劉建)의 딸 강도공주(江都公主)에도 비견되었으며, 병풍 일곱 자조차도 뛰어넘고 고대 중국 한 고조의 책사였던 장자방(張子房)의 병법을 익히고, 무기를 다루는 것에 대해서는 면허개전(免許皆伝) 즉 스승의 비밀스러운 기술까지 모두 전수받았다, 라고 적고 있다.

### 겐코의 난

#### 거병
겐코(元弘) 원년(1331년), 아버지 고다이고 천황이 두 번째 막부 타도 계획을 꾀한 겐코의 난이 일어났는데, 천황의 측근이었던 구게 요시다 사다후사(吉田定房)에 의해 계획은 막부에 누설되었다. 엔랴쿠지의 일이나 궁중에서의 가마쿠라 막부에 대한 저주 기도 역시 막부의 싯켄 호조 다카토키(北条高時)의 귀에 들어갔다. 교토에 있던 막부측 기관인 로쿠하라 단다이(六波羅探題)는 홋쇼지(法勝寺)의 엔칸(円観) 상인, 오노(小野)의 몬칸(文観) 승정(僧正), 난토(南都, 나라)의 지쿄(知教), 교엔(教円) 그리고 세이토지(浄土寺)의 주엔(忠円) 승정을 소환하였다. 또한 사정을 취조하기 위해 막부의 명을 받은 닛카이도 씨(二階堂氏) 시타노 판관(下野判官)과 나가이 도토미노카미(長井遠江守) 두 사람이 가마쿠라로부터 상경하였다. 막부 저주 기도를 올린 세 승려를 가마쿠라로 연행하기 위해서였다. 
몬칸 승정은 물불을 가리지 않는 고문을 당하고 결국 자백하였는데, 기가 약했던 주엔은 취조도 하기 전에 히노 도시모토(日野俊基)가 계획하고 있던 음모는 물론 다섯 명의 승려, 구게의 이름을 댔고, 다이토노미야 소운 법친왕의 일상에서의 모습이나 궁중에서의 가마쿠라 막부에 대한 주저 등, 있는 것 없는 것 가리지 않고 털어놓았다. 다이토노미야는 체포, 취조 뒤에 사형, 고다이고 천황은 취조 뒤에 유배, 몬칸은 유황도(硫黄島)로 유배, 히노 도시모토는 사형, 주엔은 사도 섬(佐渡島)으로 유배, 엔칸은 오슈(奥州)로 신병 위탁 처분이 내려졌다.
다이토노미야는 부왕 고다이고 천황을 도다이지(東大寺)에 숨기려 했지만 로쿠하라 단다이 세력이 도다이지에 이미 들어가 있는 것을 알고, 이에 부왕을 대신하여 가잔인 모로카타(花山院師賢)를 히에이 산 엔랴쿠지로 올려보냈다. 그리고 야세 도지(八瀬童子)를 시켜서 부왕을 가사기 산(笠置山)으로 올려보내고 그곳에 은밀히 행궁(行宮)을 지었다. 그러는 사이에 가와치의 구스노키 마사시게(楠木正成)가 아카자카 성(赤坂城)에서 막부 타도의 군사를 일으켰다. 히에이 산 히가시사카모토(東坂本)에서의 승병들과의 합전에서 로쿠하라 단다이 군세는 참패하였다.

#### 가사기 산 함락
겐코 원년 9월 29일, 고다이고 천황이 가사기 산에 올라간 것이 가마쿠라 막부에 알려졌고, 막부군이 가사기 산을 포위했다. 막부측의 고케닌 아시카가 다카우지(足利高氏)의 가신에 의해 행궁에 불이 붙었고, 천황 일행은 가마쿠라 막부군에 체포되어 교토 인근의 뵤도인(平等院)에 유폐, 이어 고다이고 천황에 대한 오키(隠岐) 유배가 결정되었다. 다이토노미야는 몰래 천황을 대신해 영지(令旨)를 내려 반막부 세력을 모았다.

#### 한냐지 잠복
다이토노미야가 한냐지(般若寺)에 숨어 있다는 것을 알게 된 고후쿠지(興福寺) 잇쇼인(一乗院)의 안찰법안(按察法眼) 고젠(好専)이 5백 기(騎)의 군사를 거느리고 한냐지를 탐색하러 왔다. 다이토노미야는 본당에 있던 《대반야경》(大般若経)을 담아두는 빈 상자에 몸을 숨겼다. 수색하러 온 병사 가운데 한 명이 불경이 든 상자를 뒤집어 조사해 보았지만 다이토노미야는 그곳에 없었다. 병사들은 한냐사에서 물러났지만, 탐색을 마친 병사 가운데 한 명이 본당에 상자가 하나 더 있었는데 그것을 조사하지 않았다는 것을 알고, 몇 명의 병사와 돌아왔다. 이를 눈치챈 다이토노미야는 병사들이 앞서 조사했던 상자로 옮겨 숨었다. 돌아온 병사들은 수색하지 않은 경통을 열어보았지만 그곳에 다이토노미야는 없었다. 순간적인 재치로 목숨을 건진 다이토노미야는 가신이 돌아오고 곧장 일행과 함께 구마노(熊野)를 목표로 출발하였다.

#### 환속

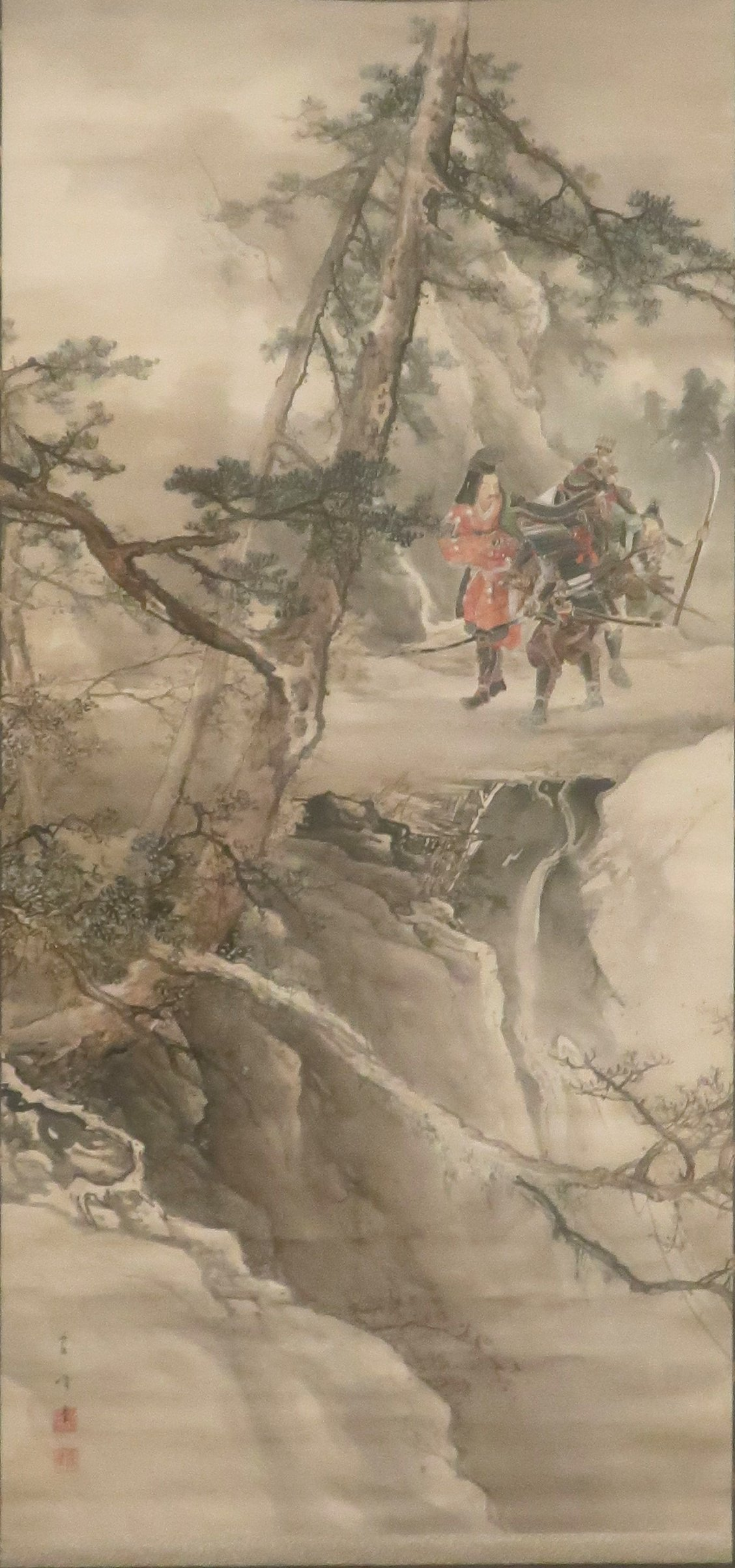
구마노로 탈출하는 다이토노미야. 메이지 시대의 가호 가와키타의 작품이다.

10월 말쯤에 다이토노미야 일행은 모두 감색의 승복에 함을 짊어지고 두건을 쓰고 금강장(金剛杖)을 짚은 야마부시(山伏)의 모습으로 변장하였다. 일행의 이름은 아카마쓰 노리스케(赤松則祐) ・ 고린보 겐손노스케(光林房玄尊祐) ・ 야다 히코시치(矢田彦七) ・ 기노데라 사가미(木寺相摸) ・ 오카모토 미카와보(岡本三河房) ・ 무사시보(武蔵房) ・ 무라카미 요시미쓰(村上義光) ・ 가타오카 하치로(片岡八郎) ・ 히라가 사부로(平賀三郎) 등 아홉 명이었다. 일행은 구마노를 향해 떠났으나 구마노 산잔(熊野三山)의 벳토(別当) 세이헨(定遍) 승도(僧都)가 막부를 지지하는 쪽이었고, 다이토노미야는 구마노에서는 막부 측이 그를 쫓고 있다고, 이를 계시하는 꿈을 꾸었다.
일행은 구마노에서 방향을 틀어 반년 뒤에 도쓰가와 촌(十津川村)에 도착했고, 겐손(玄尊)이 한 채의 집을 발견하였다. 그 집은 도노 효에(戸野兵衛)라 불리던 호족 다케하라 하치로 무네치카(竹原八郎宗親)의 조카의 집이었다. 이 집에는 병자가 있어 다이토노미야가 그를 위해 기도를 올렸는데, 신기하게도 그의 병이 나았다. 이에 대한 보답으로 일행은 그 집에 머무를 수 있게 되었다. 며칠이 지나서 오데라 사가미(小寺相模)는 사연을 털어놓고 동료로 가담하였고, 다케하라 하치로는 친왕을 위해 임시 거처로써 구로키 고쇼(黒木御所)를 짓기 시작하였으며 도쓰가와에서 다이토노미야 소운 법친왕은 환속, 모리요시 친왕(護良親王)이라 하였다.
일행은 도쓰가와(十津川)에서 반년 정도 숨어 있었는데, 구마노 벳토 세이헨이 은상을 받을 목적으로 5백 기를 거느리고 그곳을 수색하러 왔다. 일행은 다시 요시노(吉野)를 향해 도망쳤다. 도중에 추격을 당하게 되자 다케하라 하치로(竹原八郎)의 조카인 노나가세 로쿠로(野長瀬六郎)、노나가세 시치로(野長瀬七郎) 형제의 군세의 도움을 받았다. 요시노로 가는 길에 가마쿠라측의 토호인 이모세 쇼지(芋瀬庄司)에 의해 소지품 검사를 받았는데, 비단 깃발을 가지고 있던 아카마쓰 노리스케가 그만 이모세의 눈에 띄었다. 아카마쓰 노리스케는 자신이 가지고 있는 비단 깃발은 적으로부터 빼앗은 것으로 마지못해 이모세에게 넘겨주었다. 그곳에서 무라카미 요시미쓰가 늦게 도착하여, 적에게 빼앗겼던 비단 깃발이 이모세의 손에 들어갔다는 것을 눈치채고 이모세의 가신으로부터 비단 깃발을 도로 빼앗아 모리요시 친왕 일행에 합류하였다.

#### 요시노 거병

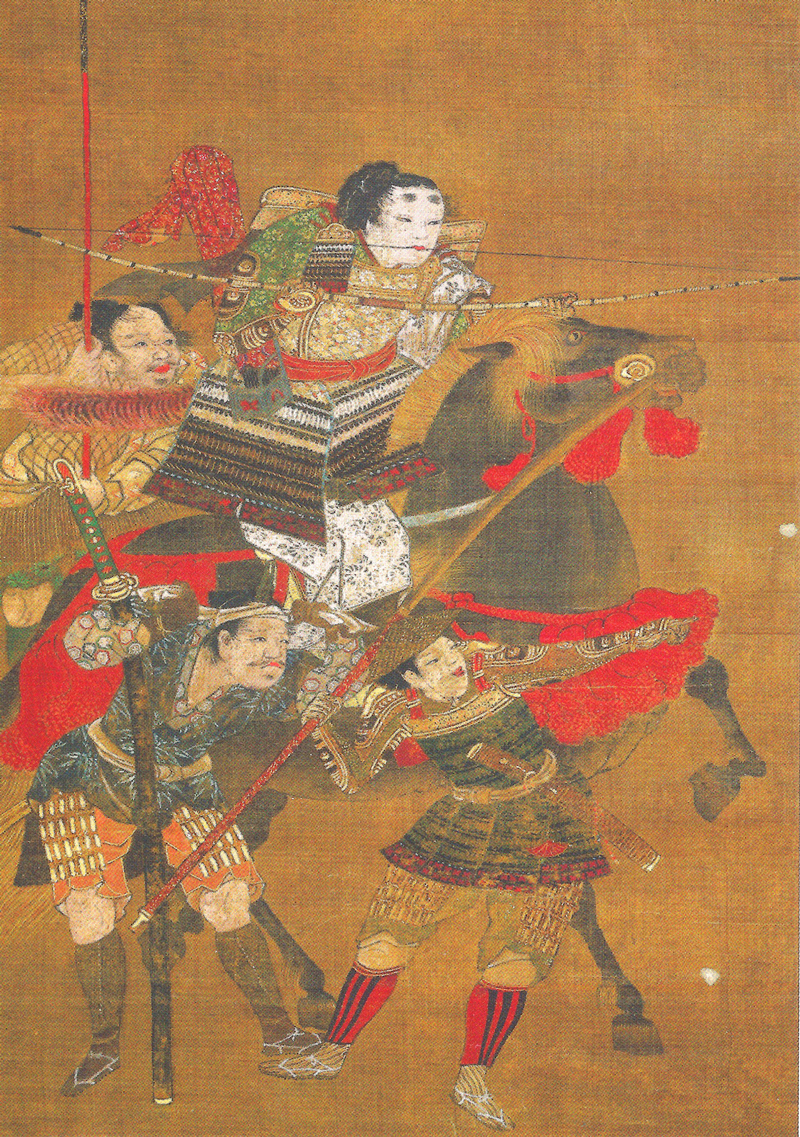
막부 타도를 위해 출진하는 모리요시 친왕.

겐코 3년(1333년) 1월부터 2월까지, 모리요시 친왕은 요시노의 요시노 성(吉野城, 긴푸 산성金峯山城)을 임시 본거지로 삼고, 3천 병사로 지하야 성(千早城)에서 농성 중인 구스노키 마사시게에 호응하여 동시에 거병하였다.
가마쿠라 막부군의 닛카이도 도온(二階堂道蘊, 닛카이도 데와노뉴도 도온二階堂出羽入道道蘊)이 이끄는 6만 군세와 싸워, 모리요시는 자오도(蔵王堂)에서 저항하였고 이와키쿠마루(岩菊丸)가 가마쿠라 막부군에 자오도의 약점을 알려주는 바람에 순식간에 불리한 지경에 놓이게 되었다. 2월 18일, 일곱 대의 화살을 맞은 모리요시가 자결해야겠다고 생각하고 있을 때, 이미 중상을 입고 있었던 무라카미 요시미쓰가 모리요시의 갑옷을 몸에 걸치고 그인 것처럼 위장하고 자결하였다(후에 수급을 검사하면서 자결한 것은 모리요시가 아니었다는 것이 확인되었다). 모리요시 일행은 고야 산(高野山)으로 달아났다. 고야 산에 달아난 모리요시에게로 요시노、도쓰카와、우타(宇陀)의 무사 총 7천여 기가 모여 들었고, 지하야 성을 포위한 막부군의 병량을 끊어 모리요시는 다시 한 번 영지를 냈다.

#### 로쿠하라 단다이 그리고 가마쿠라 막부의 멸망
4월, 모리요시의 아버지 고다이고 천황이 유배지 오키 섬을 탈출하는데 성공했다. 고다이고 천황은 나와 나가타카(名和長高, 훗날의 나와 나가히데名和長年)에게 받들어져서 후나가미 산(船上山)에서 막부 타도의 병사를 일으키라는 윤지(綸旨)를 냈다.
5월 7일, 고다이고 천황의 윤지를 받들어 북쪽에서 아시카가 다카우지, 서쪽에서 아카마쓰 엔신(赤松円心), 남쪽으로부터 지구사 다다아키(千種忠顕) 등의 군세가 로쿠하라 단다이를 습격, 로쿠하라 단다이를 함락시켰다. 가마쿠라를 목표로 동쪽으로 패주하는 도중에 호조 도키마스(北条時益)는 노부시(野武士)에게 습격을 당해 죽었고, 호조 나가토키(北条仲時)는 사사키 다카우지(佐々木高氏)가 보냈다고도 하는 노부시(野伏)에 의해 길이 막혀서 다수가 자결하였다. 그리고 고다이고 천황은 막부가 옹립한 신임 천황으로부터 삼종신기(三種の神器)를 돌려받았다.
구스노키 마사시게의 지하야 성 포위 공격으로부터 수도로 돌아온 닛타 요시사다(新田義貞)는 5월 22일 모리요시 친왕의 영지를 받들어 이나무라가사키를 넘어 가마쿠라를 공격, 함락시켰다. 가마쿠라 막부의 호조 일문 283명이 도쇼지에서 자결함으로써 가마쿠라 막부는 멸망하였다.

### 겐무 신정

#### 시기 산(信貴山)에서 교토까지
가마쿠라 막부가 멸망하고 겐코 3년(1333년) 6월 3일, 모리요시 친왕이 시기 산의 비샤몬도(毘沙門堂)에 진을 치고 있다는 것이 알려지면서 이웃 국가들은 물론 먼 곳에서도 앞다투어 군사들이 모여들었다. 당시 구스노키 마사시게와 함께 가마쿠라 막부 타도의 최대 공로자 가운데 한 명이었던 모리요시만이 교토에 없었고, 여러 번 상경하라는 재촉을 받았지만 모리요시는 3천여 명의 군사로 비샤몬도를 굳게 지키고 있었다. 한편으로 지하야 성을 포위하고 있던 가마쿠라 막부 군세는 막부 멸망으로 배경을 잃게 되었는데, 모리요시와 마찬가지로 막부 타도의 공로자였던 아시카가 다카우지가 이들 병사들에게 독단으로 군정(軍政)을 행해서 한창 무사들의 인기를 끌고 있는 것을 보고, 그를 경계하고자 한 것이었다.
도노노호인 료주(殿ノ法印良忠)의 세력이 로쿠하라를 공략할 당시, 교토의 토장(土蔵)을 부수고 보물을 반출하는 등의 행패를 부리다 아시카가 측에 체포되어 20여 명의 목이 로쿠조 강변에 효수되었다. 내건 꼬리표에는 「다이토노미야의 후인(候人) 도노노호인 료주가 부리는 자들로 곳곳에서 대낮에 강도짓을 저질러 주벌된 바이다」(大塔宮の候人、殿法印良忠が手の者共、 於在々所々、昼強盜を致す間、所誅也)라고 적혀 있었고, 이를 본 도노노호인 료주는 다카우지가 참언한 계책이라고 모리요시 친왕에게 호소했다.
고다이고 천황은 우다이벤(右大弁) 재상(宰相) 보몬 기요타다(坊門清忠, 후지와라 씨)를 칙사로 보내어 모리요시와 교섭을 시도하였다. 기요타다는 천하의 태평을 위해 무가(武家)에 대한 관심은 내려놓고 다시 승려로 돌아가 몬제키(門跡)로써 수행할 것을 제안하였으나, 모리요시는 "천하태평은 일시적인 것이며 아시카가 타카우지가 무가로써 대두하고 있으니 전란의 시대가 다시금 도래할 것"이라고 주장하였다. 고다이고 천황은 기요타다와 상담한 뒤, 모리요시를 정이대장군(征夷大将軍) 병부경(兵部卿)으로 임명하였다. 다카우지는 진수부장군(鎮守府将軍)이 되었다. 진수부장군이 된 다카우지는 이로부터 얼마 되지 않아 고다이고 천황으로부터 이름자 한 자를 받아서 「타카우지」(尊氏)로 이름을 바꾸게 된다.
6월 17일 고다이고 천황의 겐무 신정(建武新政)이 시작되고, 정이대장군 병부경이 된 모리요시는 시기 산을 내려와 교토로 향했다. 모리요시의 상경 당시 군세는 1번이 아카마쓰 엔신이 이끄는 1천 기, 2번은 도노노 호인 7백 기, 3번은 시조 다카스케(四条隆資) 5백 기, 4번은 나카노인 사다키요(中院定清) 8백 기, 지구사 다다아키(千種忠顕) 1천 기, 유아사 소부쓰(湯浅定仏)、야마모토 다다유키(山本忠行)、이토 유키타카(伊東行高)、가토 미쓰타다(加藤光直) 등 총 20만 7천 기에 이르렀으며, 이들은 6월 23일 교토로 들어왔다. 모리요시는 겐무 정권에 있어서도 다카우지 등을 경계한 것으로 전해지며, 타카우지 견제를 위해 자신의 인척인 기타바타케 지카후사(北畠親房)와 함께 도호쿠 지방 지배를 목적으로 노리요시 친왕(義良親王)을 수장으로 하고 지카후사의 아들인 기타바타케 아키이에(北畠顕家)를 무쓰노카미(陸奥守)로 임명하여 보좌하게 하는 형태로 무쓰 쇼군부(陸奥将軍府) 설치를 진언하여 실현시켰다.

#### 해임과 체포 그리고 가마쿠라 유배
겐무(建武) 원년(1334년) 겨울, 모리요시 친왕과 아시카가 타카우지와의 대립은 격렬해졌다. 한편으로 고다이고 천황의 총비였던 아노 렌시(阿野廉子)는 자신의 소생인 노리요시 친왕을 차기 천황으로 삼고자 했고, 오토노미야 모리요시 친왕은 그에 있어서 가장 큰 걸림돌이었다. 모리요시에 대한 경계심으로는 타카우지와 견해가 같았던 아노 렌시의 참언으로 모리요시 지지파 무장들에 대한 은상은 줄어들고, 모리요시 자신의 세력이 간단하게 약화되면서 그의 입장도 불안정해졌다. 모리요시는 부왕 고다이고의 측근이자 자신의 장인이기도 한 기타바타케 지카후사에 의지하여 오슈 병력을 교토로 파견받았지만 정이대장군의 입장 또한 희박해질 뿐이었다.
더 이상 세력이 소모되는 것을 견딜 수 없었던 모리요시는 부왕에게 타카우지의 야심을 지적하면서 타카우지 추토를 명해 달라고 요청했지만 받아들여지지 않았다. 고다이고 천황은 타카우지의 실력을 두려워하면서도 겉으로는 융화를 모색했고, 초조해하는 모리요시는 '타카우지와 어울리지 말라'는 내용의 영지를 냈지만, 그 영지가 타카우지로부터 신다이켄몬인(新待賢門院, 아노 렌시)에게 넘어갔고, 타카우지는 병부경인 모리요시가 내린 영지는 왕위를 찬탈하고자 군사를 모으려는 것이라고 신다이켄몬인에게 참언했다. 그리고 10월 모리요시의 맹우였던 구스노키 마사시게를 멀리 떨어뜨려 놓기 위해 기이 이모리 산(紀伊飯盛山)의 호조 잔당들이 일으킨 반란과 겐무 신정에 불만을 품은 야마토(大和)와 셋쓰(摂津), 기이 등의 무가에 대한 진압을 명하였다.
신다이켄몬인의 참언을 그대로 믿은 고다이고 천황은 격노, 유키 지카미쓰(結城親光), 나와 나가토시(名和長年)에게 명하여 청량전(清涼殿)에서 열린 연회 때에 모리요시를 체포했다. 고다이고 천황은 구속된 모리요시에 대한 충분한 심의도 행하지 않고 그의 신병을 아시카가 타카우지에게 넘겨버렸으며, 타카우지에게는 「모리요시의 영지는 짐의 소관한 바가 아니며, 모리요시가 독자적인 판단으로 행한 것이다」라고 하였다.
겐무 2년(1334년) 5월 3일, 모리요시는 "찬탈 음모 등은 모두 오해"라고 전주역(伝奏役)을 통해 부왕 고다이고에게 아뢰었지만, 고다이고 천황은 이를 받지 않았다. 한편 모리요시가 체포된 뒤에는 구스노키 마사시게가 아시카가 타카우지를 견제하고 있었다.
남조측의 입장에서 서술된 《태평기》에 따르면 타카우지 외에도 부왕 고다이고 천황의 총비 ・ 아노 렌시와의 반목, 타카우지 암살을 위해 모리요시가 승병을 모았다는 것 등이 기록되어 있으며, 찬탈을 기도했다는 혐의로 나와 나가토시, 유키 지카미쓰 등에게 체포되어 정이대장군에서 해임되고, 아시카가 타카우지에게 신병이 넘겨진 뒤 11월에 모리요시 친왕은 시중을 들 궁인 1명과 함께 가마쿠라로 압송되었으며 가마쿠라 쇼군부(鎌倉将軍府)에 있던 타카우지의 동생 아시카가 다다요시(足利直義)의 감시를 받게 되었다고 되어 있다.
한편으로 북조-무로마치 막부측 입장에서 서술된 《매송론》(梅松論)에 따르면, 병부경 모리요시 친왕이 애초부터 고다이고 천황의 밀명을 받아 닛타 요시사다, 구스노키 마사시게, 아카마쓰 노리무라(赤松則村) 등과 함께 다카우지를 칠 계획을 세웠다고 하고 있다. 《매송론》은 당시 타카우지의 실력은 좀처럼 손대기 어려웠고 겐무 원년(1334년) 여름까지도 상황이 변하지 않는 것에 더 이상 참을 수 없게 된 모리요시 친왕이 영지를 내려 병사를 모으고 타카우지 토벌을 위한 군사를 일으켰다. 이를 들은 타카우지는 병사를 모아 이에 대비하는 가운데 친왕의 영지를 근거로 고다이고 천황을 알현하였는데, 고다이고 천황은 「그것은 모리요시가 독단으로 행한 것으로 짐에게는 전혀 알리지 않은 것이다」라고 자신이 배후에서 밀명을 내렸음을 부인했고, 도리어 모리요시를 체포하여 타카우지에게 그 신병을 인도한 것이라고 적고 있다. 그렇게 체포되어 타카우지에게 신병이 넘겨진 모리요시는 「무가(아시카가 타카우지)보다도 임금(고다이고 천황)이 더 원망스럽도다」라고 발언하였다(《매송론》)고 한다.

#### 호조 도키유키 거병(나카센다이의 난)과 친왕의 최후

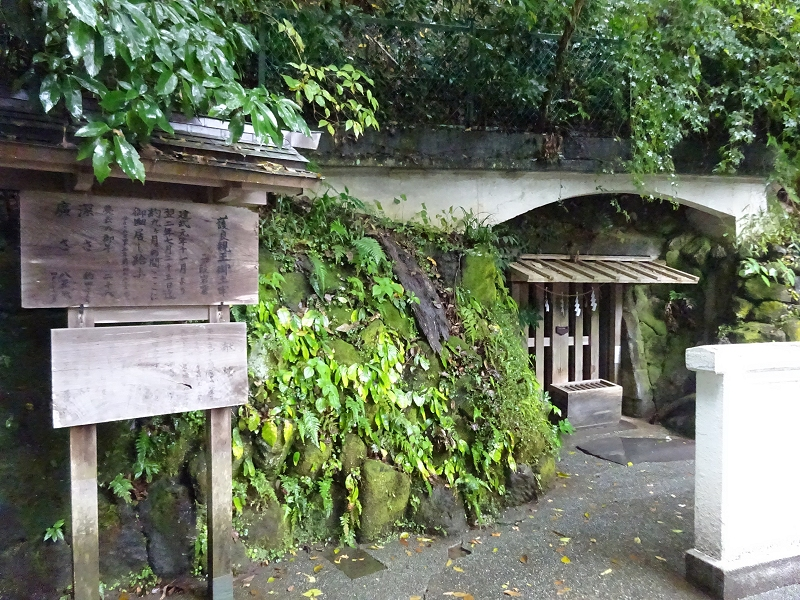
친왕이 유폐되어 있었다고 전하는 동굴

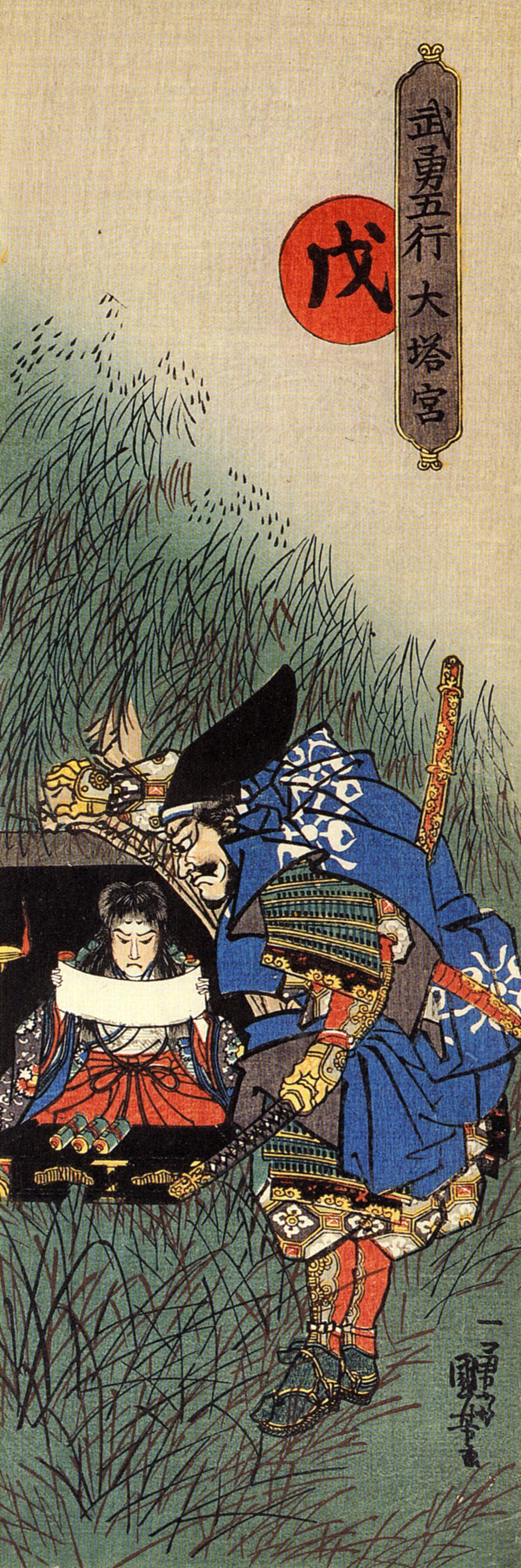
모리요시 친왕을 찾아온 후치베 요시히로. 메이지 시대의 그림이다.

겐무 2년(1335년) 시나노(信濃)에서 호조 다카토키의 유아인 호조 도키유키(北条時行)를 받들어 스와 요리시게(諏訪頼重), 시게노 씨(滋野氏)가 나카센다이의 난(中先代の乱)을 일으켰다. 이들은 잠시 기소 이에무라(木曽家村)에게 패하기도 했지만, 이후 간토 각지에서 아시카가군이 호조군에게 패하는 사태가 벌어졌다.
7월, 약 10개월 동안 니카이도가타니(二階堂ヶ谷)의 도코지(東光寺)에 유폐되어 있던 모리요시 친왕은 호조 도키유키 군세가 세력을 확대하고 스와 요리시게 등에게 옹립될 것을 경계한 아시카가 다다요시의 명에 의해, 후치베 요시히로(淵辺義博)에 의해 피살되었다. 향년 28세였다.
《태평기》에 따르면 후치베 요시히로는 토굴 속에 있던 모리요시를 깔아 뭉개고 타치(太刀)를 목구멍에 찔러넣으려 했는데, 모리요시는 "네놈이 나를 죽이러 온 게로구나."라 일갈하며 목을 움츠린 채 후치베의 칼끝을 이빨로 물어 부러뜨리며 격렬하게 저항했다(《태평기》에는 마침 좁은 토굴에서 습격을 당한 데다 모리요시 본인이 오랫동안의 토굴 생활로 좀처럼 다리를 펴고 일어나기 힘들었다고 적고 있다). 격투 끝에 겨우 목을 벤 후치베가 모리요시의 목을 들고 밖으로 나와 달빛에 비춰 보았는데, 모리요시의 목은 두 눈을 부릅뜨고 이를 드러낸 채 입에는 부러진 칼끝을 물고 있는 처참한 몰골이었다. 후치베는 너무나 소름이 돋은 나머지 모리요시의 목을 대밭에 내던져 버렸다고 한다(그로부터 2년 뒤에 후치베 요시히로는 호조 도키유키 군세에 뜻하지 않게 피살되었다고 하였다).
아시카가 다다요시가 모리요시를 제거한 이유는 모리요시는 고다이고 천황의 왕자인 데다 정이대장군에 임명되었던 적도 있었기에, 그가 호조 도키유키에 의해 옹립될 경우 왕족 쇼군(宮将軍) ・ 모리요시 친왕 － 싯켄 ・ 호조 도키유키의 형태로 가마쿠라 막부가 부활할 것이 예상되었기 때문이라고 해석되고 있다. 한편으로 가마쿠라에 있던 또 다른 왕자인 나리요시 친왕(成良親王)은 교토로 무사히 송환되었고, 고다이고 천황이나 교토의 조정에서는 모리요시의 피살을 특별히 문제삼지 않았던 것으로 보인다. 모리요시가 피살되고 이틀 뒤에 가마쿠라는 호조 도키유키의 군에 의해 함락되었다.

## 사후

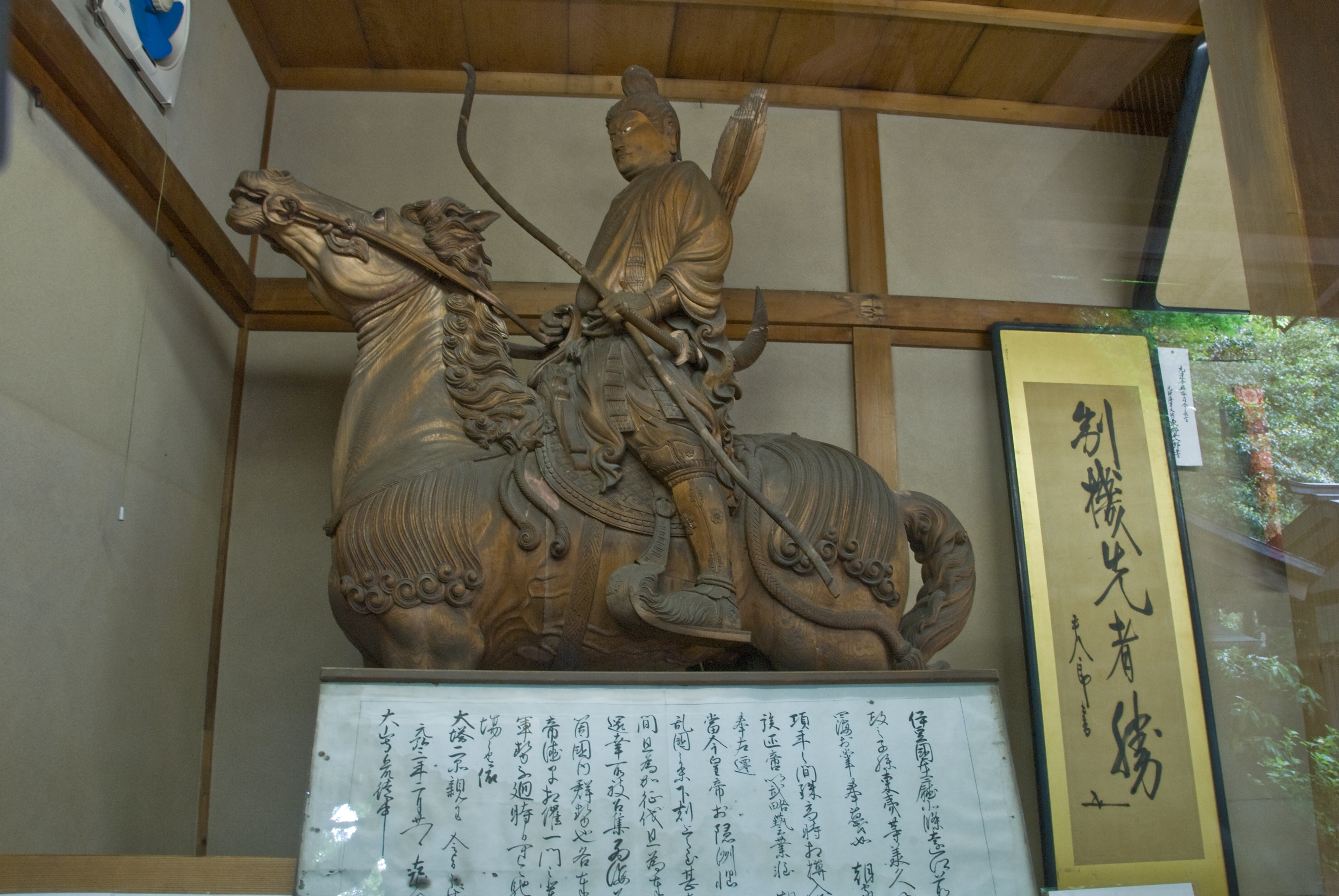
가마쿠라 궁에 있는 모리요시 친왕의 목상

《태평기》에는 모리요시가 도코지 땅에 흙벽을 쌓아서 세운 감옥에 갇혔고(감옥은 모리요시를 제향하는 신사인 가마쿠라 궁 부지 안에 복원된 것이 현존하고 있다) 다다요시의 가신인 후치베 요시히로에게 살해된 모리요시 친왕은 구게(公家) 후지와라노 야스후지(藤原保藤)의 딸 미나미노가타(南方)로부터 조상되었다고 한다. 미나미노가타 소생의 아들은 훗날 승려로써 출가해 법명을 일예(日叡)라 하였고, 가마쿠라의 묘호지(妙法寺)를 열었으며 이곳에서 부모의 명복을 빌었다고 한다. 나아가 모리요시의 누이동생이 고다이고 천황의 명으로 북부 가마쿠라 지역에 도케이지(東慶寺)의 5대 비구니로써 들어가 요도니(用堂尼)라 불렸다. 도코지에는 모리요시의 어릴 적 이름인 「소운 법친왕」이 쓰인 위패가 모셔져 있다.
모리요시의 묘소는 일본 가나가와현 가마쿠라시 니카이도에 있고, 일본 궁내청(宮内庁)이 관리하고 있다. 묘호지에도 모리요시의 묘소가 있다.
메이지 유신(明治維新) 이후 도코지 터에 친왕의 위령을 위한 가마쿠라 궁(鎌倉宮)이 세워지고, 현지에서는 친왕 자신의 호칭이기도 했던 「다이토노미야」(大塔宮)로도 불린다. 일본에서 「大塔宮」의 정식 독법은 가쓰노 다카노부(勝野隆信)의 연구를 통해 살아있을 때는 「오토노미야」(おおとうのみや)였던 것이 실증되어 있는데, 《태평기》권5에 「大塔宮」를 「대당(大唐)의 현장삼장(玄奘三蔵)」에 빗댄 시시한 말장난이 실리는 등 사후 꽤 이른 단계에서 「다이토노미야」(だいとうのみや)로 읽는 법도 생겨난 것으로 보인다.

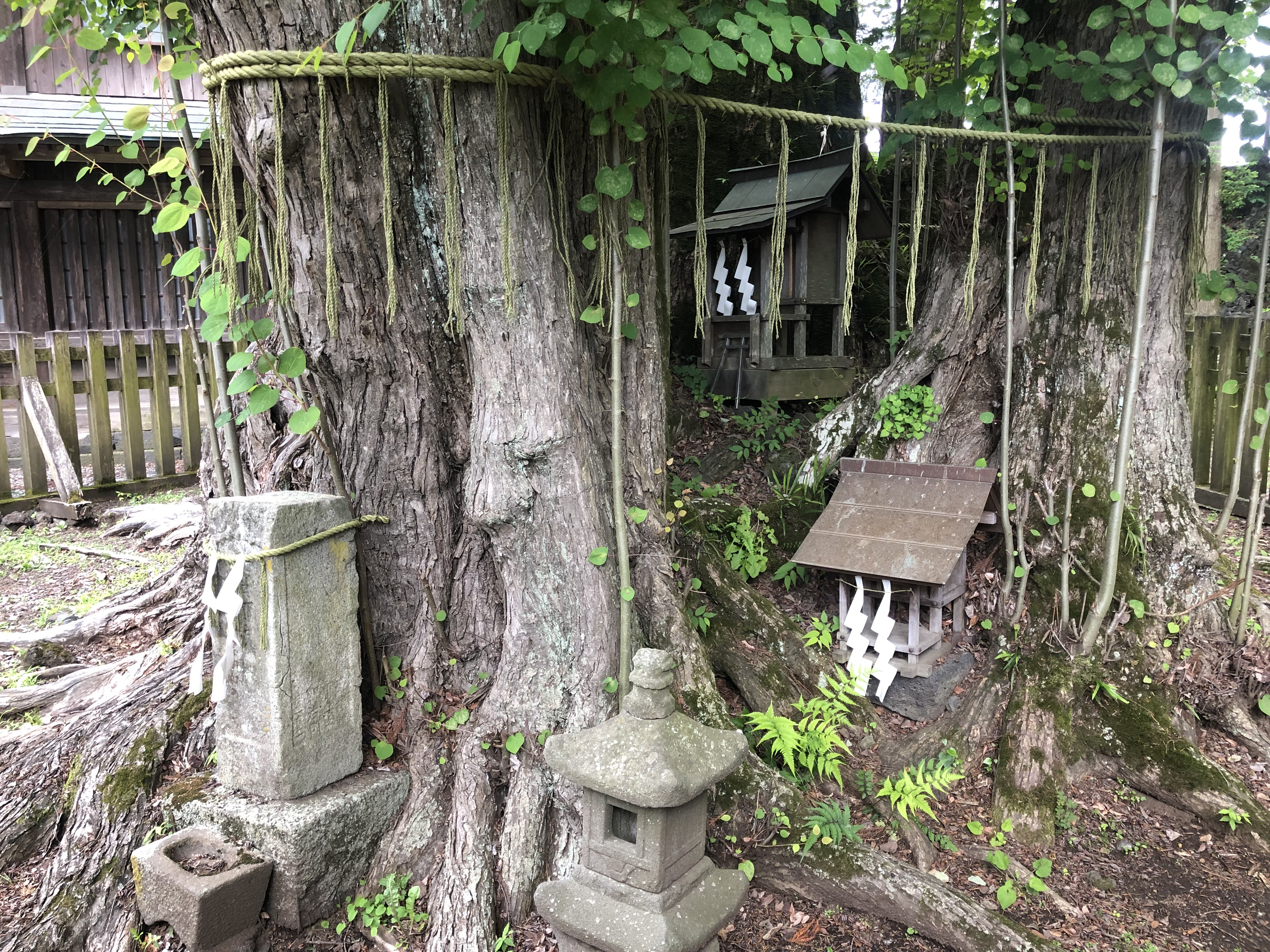
친왕의 수급이 묻혔다고 전하는 후지산 시타노미야 오무로센겐 신사의 계수나무 어신목(御神木)과 다이토노미야 사(大塔宮社)

요코하마시(横浜市) 도쓰카 구(戸塚区) 가시오 정(柏尾町)에는 피살된 모리요시의 수급을 곁에서 그를 모셨던 하녀가 몰래 가져와 씻어서 봉안하였으며, 이때 모리요시의 수급을 씻었다는 우물이 있고 그 근처에 그 수급을 지하에 묻었다고 전하는 오지 신사(王子神社)가 있다. 또한 야마나시현(山梨県) 쓰루시(都留市) 아사히바쇼(朝日馬場)에 있는 이시후네 신사(石船神社)에는 모리요시의 것이라 전하는 수급이 모셔져 있는데, 해마다 1월 15일에 열리는 제례 당번을 인계하는 신사(神事) 때마다 개장되고 있다. 미나미노카타(히나쓰루히메)가 가마쿠라에서 달아났을 때 가지고 온 것으로 히메 자신도 막 낳은 왕손과 함께 이 땅에서 죽었다고 전해진다. 1977년 일본 세이조 대학(成城大学) 교수 스즈키 히사시(鈴木尚)에 의해 이시후네 신사에 소장되어 있는 수급에 대한 조사가 이루어졌다. 야마나시 현내에서는 그밖에 오무로센겐 신사(小室浅間神社, 후지산 시타노미야冨士山下宮) 경내에 있는 계수나무 아래에 모리요시의 수급이 묻혀 있다는 전설도 전해지고 있다.
또한 모리요시의 유모가 모리요시를 그리워하여 가마쿠라까지 왔다가 그곳에서 모리요시의 죽음을 알게 되어 바다에 뛰어들었다는 전승도 있다. 유모의 시신은 요코하마의 노게우라(野毛浦)로 떠내려왔고 바다 위에 솟은 암초 사이에 걸려 있었다고 전한다. 이 바위를 「우바이와」(姥岩)라고 부르게 되었으며, 그곳에 유모의 영혼이 안산과 육아의 신 「우바히메」(姥姬)로써 모셔졌다. 이후 매립 공사로 바위 자체는 사라지고, 「우바히메」라는 신격은 이세산황대신궁(伊勢山皇大神宮) 경내에 있는 기쓰키 궁(杵築宮)에 합사되었다.
일본 미야기현(宮城県) 이시노마키 시(石巻市)의 다후쿠인(多福院)에는 모리요시 생존 전설이 있는데, 동일본 대지진(東日本大震災) 때에 쓰나미로 인해 자료가 소실되었다.

## 자녀
모리요시의 아들은 오키요시 친왕(興良親王)과 다카요시 친왕(陸良親王)이 알려져 있는데, 이 두 사람이 동일인물이라는 설도 존재한다. 오키요시는 《정이지곡궁략기》(井伊之谷宮略記)에 따르면 가레키 원년(1326년) 태어났다고 하며, 다카요시는 『앵운기』(桜雲記)에 따르면 「겐무 원년(1334년) 3월에 모리요시의 아들 다카요시가 태어났다. 어머니는 겐 다이나곤 모로시게(源大納言師茂)의 딸이다」(建武元年三月護良子陸良誕生。母源大納言師茂女)라고 되어 있다. 또한 『정이지곡궁략기』에는 「만주오(萬寿王)를 원복(元服)케 하고 … 오키요시 친왕이라 칭하였다. … 다카요시 친왕이라 개칭하고…」라고 되어 있어 두 사람이 동일인물로 기록되어 있다.
오키요시의 어머니는 곤노다이나곤(権大納言) 기타바타케 모로시게(北畠師重)의 딸(지카후사의 여동생)이다. 모리요시 친왕이 사망하고 엔겐 원년/겐무 3년(1336년) 겐무 정권이 붕괴하자 오키요시 친왕은 할아버지 고다이고 천황을 받들어 산몬의 지휘관을 지냈으나, 8월 하치만 산(八幡山)로 옮겼으며 11월에는 이즈미 마키오 산(和泉巻尾山, 오사카 부 이즈미 시大阪府和泉市)에 의거하면서 기이 고카지(紀伊粉河寺)에 병력을 요구하였다. 이후 할아버지 고다이고 천황의 유자가 되어 친왕 선하를 받았으며, 다음 고무라카미 천황이 즉위하자 곧 정이대장군에 보임되었다. 이때 동쪽에서는 히타치 합전(常陸合戰)이 한창이었고, 재지무사들을 결집할 필요성으로 인해 고코쿠(興國) 2년/랴쿠오(曆應) 4년(1341년) 여름에 히타치(常陸)로 내려와 오다 성의 기타바타케 지카후사에게 영입되었다. 동년 11월 성주 오다 하루히사(小田治久)가 무가 쪽에 항복하자 때문에, 가스가 아키토키(春日顕時)에게 옹립되어 봉해져 다이호 성(大宝城)으로 옮겼지만, 전황은 호전되지 않았다. 농성을 피할 수 없게 되어 고코쿠 4년/고에이(康永) 2년(1343년) 봄에는 고야마 성으로 옮겼고, 11월에 다이호 성이 함락되자 서쪽으로 달아났다. 이듬해(1344년)경에는 스루가 아베 성(駿河安倍城)의 가리노 사다나가(狩野貞長)에 의지하여 체류했던 것으로 보인다.
남조의 거점인 요시노(吉野)로 돌아온 후에는 다시 이즈미에 나타나 쇼헤이(正平) 3년/조와(貞和) 4년(1348년) 1월 시조나와테 전투 시에는 제장을 소집해 그 선후책을 강구하였으나 성공하지 못했고, 쇼헤이 6년/간오 2년(1351년) 7월 남조에 귀순한 아카마쓰 노리스케에게 받들어져 하리마 주변 구니의 남조측 핵심 세력이 되었으나, 다음 해(1352년) 노리스케가 변심한 후에는 북조가 장악한 교토로 보내져 유폐되었다가, 곧 다지마(但馬)의 혼조(本庄)·하타노(波多野) 등 남조 군세에 의해 구출되어 고잔지 성(高山寺城)에 들어가, 다지마 · 단바(丹波) 양국을 제압했다. 나아가 산요도(山陽道)로 진출해, 셋쓰 고잔(摂津甲山)에서 노리스케와 교전하지만, 혼죠 씨가 전사하면서 남조측은 패해, 오키요시도 가와치로 도망쳤다. 그 후 잠시 요시노에 머물렀지만 쇼헤이 15년/엔분(延文) 5년(1360년) 4월, 남조에 귀순한 아카마쓰 우지노리(赤松氏範)를 부하로 요시노 쥬하치사토(吉野十八郷)의 병사가 주어지자, 오키요시는 우지노리와 함께 쇼군 아시카가 요시아키라(足利義詮)와 내통하고 긴부(銀嵩, 긴푸 산)에 대해 반기를 들었고, 남조의 가모 행궁(賀名生行宮)를 공격하고 고쇼 숙소(御所宿舎)를 공격했다. 남조에서는 니조 전임 관백(二条前関白, 니조 요시모토)을 대장군으로 삼아 항전하게 하였으므로 오키요시의 병사들은 흩어져버렸고, 오키요시 자신도 남도로 달아났다고 하지만 이후의 소식은 분명치 않다.
오키요시의 묘로 전하는 곳은 일본 효고현(兵庫県) 히메지시(姫路市) 가지 정(香寺町) 스가인(須加院)에 있는 친왕총(親王塚) 또는 나라현(奈良県) 노세가와 촌(野迫川村) 북단에 있는 다무라즈카(田村塚, 쇼군즈카) 등이 알려져 있다.

### 내용주
1. ↑  일본 가마쿠라 시대(鎌倉時代) ・ 난보쿠초 시대(南北朝時代)의 연구가 진행되기 이전에는 「모리나가」(もりなが)로 읽는 경우가 대부분이었다. 자세한 것은 고다이고 천황 항목 참조.
2. ↑  통설에서는 모리요시 친왕은 타카요시 친왕(尊良親王)과 도키요시 친왕(世良親王)의 이복 형제로 고다이고 천황의 제3황자였다고 하지만(亀田 2017, p. 12.), 이치노미야였다는 이설도 존재하며, 나카오카 세이이치(中岡清一)의 『大塔宮之吉野城』이나 아라이 다카시게(新井孝重)가 이 설을 지지하고 있다(新井 2016, p. 14). 사학자 가메다 도시카즈(亀田俊和)는 판단을 유보하고 있다.
3. ↑  《천태좌주기》(天台座主記)에 가랴쿠(嘉暦) 2년(1327년) 20세로 천태좌주(天台座主)가 되었다는 기록이 있다는 점에서 역산한 것이다.
4. ↑  한편 에도 시대의 야나기하라 노리미쓰(柳原紀光)는 《속사우초》(続史愚抄)에서 고다이고 천황이 즉위한 분포(文保) 2년 2월 26일에 소운 법친왕이 입실하였다고 기록하였는데, 이는 고후시미 상황(後伏見上皇)의 아들인 손인 법친왕(尊胤法親王)의 입실 기사를 잘못 기재한 것으로 여겨지고 있다.
5. ↑  『太平記 巻第一』民部卿第三位殿ノ御腹也。御幼稚ノ時ヨリ利根聡明ニ御座セシカバ、君（帝）御位ヲバ……関東ノ計トシテ叡虜ニテ任務ヲレザリシカバ、御元服ノ義ヲ改、ラレ梨本ノ門跡ニ御入室有リテ……一ヲ聞イテ十ヲ悟ル御器量、世二叉類モ無リシカバ……
6. ↑  나라 현 요시노 군(吉野郡) 도쓰카와 촌
7. ↑  『도쓰카와 촌사』(十津川村史)에는 다케하라 하치로가 모리요시 친왕을 숨겨주었던 임시 고쇼인 「구로키 고쇼」의 터가 기록되어 있는데, 메이지 22년에 물난리로 구로키 고쇼의 터는 물론 다케하라 하치로의 저택이 있었다는 「(당시의) 가지 신사」(花知神社)의 오륜탑(五輪塔, 미에현三重県 구마노시熊野市 가나가와 정神川町 가지花知) 등도 소실되었다.
8. ↑  「吉野ノ大衆ヲ□ハセ給テ、安善宝塔ヲ城郭ニ構ヘ……吉野ノ河ヲ前二当、三千余騎ヲ随テ盾篭」
9. ↑  『태평기』를 비롯하여 사사키 도요가 이에 직접 관여하였다는 동시기 사료는 없지만, 아시카가 다카우지와 도요의 사이에 밀약이 있었고 또한 오미 국(近江国) 반바(番場) 지역이 도요의 영지였다는 후세의 사사키 집안 관련 사료들을 통해 도요가 이 사건에 관여하였음을 상정하는 사학자 모리 시게아키(森茂暁)의 의견도 있다(森 1994, pp. 34-37).
10. ↑  일본 나라현(奈良県) 이코마 군(生駒郡) 헤구리 정(平群町) 소재.
11. ↑  『太平記』「大塔宮志貴の毘沙門堂に御座有と、、、畿内・近国の勢は不及申、京中・遠国、、、人より先にと馳参ける、、、、夥し。」
12. ↑  다만 무쓰 쇼군부의 설치를 고다이고 천황의 의도였다고 하는 이토 기요시(伊藤喜良)의 설도 있다.
13. ↑  「二階堂ノ土ノ隴ヲ塗テゾ置造……」
14. ↑  이 궁인이 미나미노카타(南ノ御方)인가 히나쓰루히메(雛鶴姫)인가에 대해서는 설이 나뉘고 있다.
15. ↑  가마쿠라 궁에서 가장 가까운 버스 정류장의 이름은 「다이토노미야」(だいとうのみや)로 읽는데, 가마쿠라 궁에서는 친왕의 이름을 「오토노미야 모리나가」(おおとうのみやもりなが)로 읽고 있다.
16. ↑  일본어로 대당(大唐)은 다이토(だいとう)로 읽는다.
17. ↑  吹上本『帝王系図』・『古本帝王系図』 등에 「大納言（東宮大夫）師兼女」라고 되어 있는데 오기인 것으로 보인다.
18. ↑  교토 부 하치만 시
19. ↑  『이화집』(李花集)에 따르면 이 사이에 무네요시 친왕(宗良親王)이 오키요시의 허락을 방문하였음을 알 수 있는데, 이는 두 친왕을 부자 관계로 보는 속설을 낳는 원인이 되기도 하였다.
20. ↑  일본 효고 현(兵庫県) 단바 시(丹波市)
21. ↑  이후 노리우지도 형제를 의지하여 북조측에 귀순하였다. 다만 훗날 다시금 남조측으로써 거병하였다.
22. ↑  《태평기》권제34「긴부 군사의 일」(銀嵩軍事). 근세 일본의 기록에서는 패배하고 자결하였다(『七巻冊子』), 유폐된 뒤에 피살되었다(『南朝編年記略』) 등으로 전하고 있다.
23. ↑  《관팔주명묘지》(関八州名墓誌)에는 여러 구니를 편력한 뒤에 고슈 쓰루 군(甲州都留郡)으로 들어갔으며 쇼헤이 19년(1364년) 8월 14일(양력 9월 10일)에 병으로 사망하였다고 적고 있으나, 그 전거는 분명하지 않다.